# José Vicente Sánchez
José Vicente Sánchez Felip (Barcelona, 1956. október 8. –) spanyol válogatott labdarúgó.

## Pályafutása

### Klubcsapatban
Barcelonában született Katalóniában. Pályafutását a Barcelona utánpótlásában kezdte, ahol még a tartalékcsapat játékosaként bemutatkozott az első csapatban is. 1976 és 1986 között volt a Barcelona játékosa, ezalatt számos kupát nyert csapatával. Ezt követően 1986 és 1988 között a Real Murcia, 1988 és 1990 között a Sabadell FC csapatában játszott.  

### A válogatottban
1978 és 1984 között 14 alkalommal szerepelt a spanyol válogatottban. Egy Jugoszlávia elleni Európa-bajnoki-selejtező alkalmával mutatkozott be 1978. október 3-án, melyet 2–1 arányban megnyertek. Részt vett az 1982-es világbajnokságon.

## Sikerei, díjai
FC Barcelona
- Spanyol bajnok (1): 1984–85
- Spanyol kupa (3): 1977–78, 1980–81, 1982–83
- Spanyol ligakupa (2): 1982–83, 1985–86
- Spanyol szuperkupa (1): 1983
- Kupagyőztesek Európa-kupája (2): 1978–79, 1981–82
- Bajnokcsapatok Európa-kupája döntős (1): 1985–86

## Külső hivatkozások
- José Vicente Sánchez adatlapja a National-Football-Teams.com oldalon (angolul)

- José Vicente Sánchez (angol nyelven). FootballDatabase.eu
- José Vicente Sánchez (angol nyelven). eu-football.info
- José Vicente Sánchez (angol, katalán, spanyol nyelven). BDFutbol.com
- José Vicente Sánchez adatlapja a worldfootball.net oldalon (angolul)